# The Lone Gunmen
A The Lone Gunmen (~A Magányos Harcosok) tizenhárom epizódból álló amerikai akció-filmsorozat, amely témájában és főszereplőin keresztül, Chris Carter médiafranchise-ának egyik elemeként szorosan kapcsolódik az X-akták című filmsorozathoz.
A sorozatot szintén az amerikai Fox televízióban mutatták be 2001-ben az X-akták 8. évadának második felével párhuzamosan, magas tetszési index, ám alacsony nézettség mellett. Ezért a sorozatot a 13. epizódnál befejezték.
A Magányos Harcosok, azaz John Fitzgerald Byers (Bruce Harwood), Melvin Frohike (Tom Braidwood) és Richard Langly (Dean Haglund) mint mellékszereplők az X-akták első évadának 17., A földönkívüli (E.B.E.) című epizódjában tűntek fel először mint Mulder régi ismerősei.
Első találkozásukat 1989 májusában egymással és Mulderral egy baltimore-i Számítástechnikai Kiállításon az X-akták ötödik évadának 3., Szokatlan gyanúsítottak (Unusual Suspects) című epizódja dolgozta fel.
A The Lone Gunmen című filmsorozatban természetesen ők a főszereplők, és több X-aktából megismert karakter mellékszereplőként, vendégként jelenik meg.
Bár már az X-akták sorozatnak is eleve volt egy ironikus, önironikus felhangja, egyes epizódokat pedig visszatérően kifejezetten viccesnek szántak (Gyilkos csótányok, Látogatók), ezekben a Magányos Harcosok nem szerepeltek.
A Magányos Harcosok sorozatban azonban kifejezetten mulatságosan ábrázolt figurák esetenként vígjátéki helyzetkomikummal, néha kifejezetten a hasraesős, nadrágletépkedős börleszk elemekkel, szó szerint vett altesti humorral (Eine Kleine Frohike), de általában X-aktás módon egyensúlyozva a komolyság és komikum határán. Némileg elkülönülő elem a komikumig sőt már-már gúnyolódás szintig felfokozott hazafias pátosz. Ezek célpontja is leginkább korábbi híres hollywoodi produkciók.
Ám néha nehéz megfejteni, hogy az ezerszer újrahasznosított hollywoodi kliséknek szól a gunyoros utalás, vagy legalábbis néhány esetben elismerés van mögötte. Néha csupán egy rövid utalás vagy a címválasztás erejéig, mint például az X-akták nyolcadik évadának 21., Létezés (Existence) című epizódjánál. Ebben a részben egyébként Scully kisfiának megszületése után Napkeleti bölcsek szerepben tűnik fel a trió. És az X-akták sorozathoz hasonlóan szinte folyamatos az élcelődés a „jelentőségteljes mondatok” hollywoodi dramaturgiáján. Néha viszont nehezen fejthető meg, hogy valódi utalásról van-e szó, vagy véletlenről. Például hogy a Guthrie család halvány utalás-e a neves amerikai zenészfamíliára, vagy minden utalás nélkül véletlenül választották a nevet.
A nézőket viszont utólag megdöbbentette hogy a pilot epizód fél évvel a 2001. szeptember 11-ei terrortámadások előtt arról szólt, hogy terroristák a repülőgép vezérlését a távolból átvéve repülőgépet akarnak vezetni a Világkereskedelmi Központba.

## Szereplők
- John Fitzgerald Byers – Bruce Harwood
- Melvin Frohike – Tom Braidwood
- Richard Langly – Dean Haglund
- Yves Adele Harlow – Zuleikha Robinson
- Jimmy Bond – Stephen Snedden
- Kimmy Belmont – Jim Fyfe

továbbá:
- Morris Fletcher – Michael McKean, Walter Skinner FBI igazgatóhelyettes – Mitch Pileggi, Fox Mulder – David Duchovny

valamint:
- Bertram Byers – George Coe, Ray Helm – Wally Dalton, Japán üzletember – Hiro Kanagawa, Alex Goldsmith azaz Double Boogey (Dupla Mumus) – Edward Hart, Orosz – Alexander Kalugin

## Epizódok
1. Pilot (~Pilot epizód, de a rajongók emlegetik 9/11 epizódként is)
A csoport bizonyítékot próbál szerezni arra, hogy az E-Com-Con új, Octium IV-es processzora lehetővé teszi, hogy kémkedjenek a felhasználók után. Értesítik Byerst, hogy apja autóbalesetben meghalt. Terroristák egy repülőgép irányításának átvételével repülőgépet akarnak belevezetni a World Trade Centerbe.
2. Bond, Jimmy Bond (~Bond, Jimmy Bond)
A Magányos Harcosok egy illegális bálnavadász flotta tulajdonosából próbálnak csellel adatokat kiszedni, de lebuknak. Viszont Yves azzal keresi fel őket, hogy barátját, Alex Goldsmitht, egy profi hackert meggyilkolták, a rendőrség pedig azzal az abszurd indokkal zárta le az ügyet, hogy kábítószerügybe illetve azzal kapcsolatos leszámolásba keveredhetett.
3. Eine Kleine Frohike (~A Kisfrohike)
Helena Davos a megszállás alatt kollaboránsként az ellenállás számos tagját mérgezte meg a nácik parancsára. Évtizedeken keresztül háborítatlanul húzta meg magát Amerikában, de most a fia felkutatására tett erőfeszítései kapcsán mód nyílik a leleplezésére. Még a háború alatt egy SS ezredestől született fia, és Frohike nagyon hasonlít a náci tisztre. És korban is megfelelő lenne, hogy kiadja magát a méregkeverő elveszett fiának.
4. Like Water for Octane (~A tiszta víz ereje)
Kutatás Stan Mizer 1959-es, benzin helyett sima vízzel üzemelő, vagyis vízhajtású Studabaker Lark típusú autója után.
5. Three Men and a Smoking Diaper (~Három férfi és az a bizonyos füstölő – pelus)
A Jimmyvel kiegészült trió meghackeli Richard Jefferson szenátorral készült interjút élő adásban kínos kérdésekre utasítva a riportert hamis rendezői instrukciókkal. A szenátor alkalmazottjának, Barbara Bonabonak gyanús halála kapcsán kezdenek nyomozásba.
6. Madam, I'm Adam (~Madam! Én vagyok Adam!)
Egy férfi azzal keresi fel a Magányos Harcosokat, hogy ellopták az életét. Házában vadidegen házaspár él, a nyilvántartások szerint pedig ő nem is létezik.
7. Planet of the Frohikes (~A Frohike-k bolygója)
A Boulle Viselkedéskutató Laboratóriumból valaki e-mailben segítségkérő üzenetet küld. Rabszolgaként tartják fogva a kutatóintézetben. Miután a csoport beletenyerel Yves akciójába, aminek keretében egy francia ismeretlenből próbálna igazságszérummal információt kiszedni, elindulnak a fogoly kiszabadítására.
8. Maximum Byers (~Byers a maximalista)
Byersék azt veszik a fejükbe, hogy Elvis nemcsak hogy él, de Elvis imitátorként bujkál a rajongói elől egy luxus óceánjáró műsorában fellépve. Nem túl praktikus módszerrel vesznek ujjlenyomatot az azonosításhoz, miközben Jimmy ugrik be helyette. De kiderül, hogy az Elvis imitátor egy rendőrség elől bújkáló bankkártyacsaló, és Jimmyt a rendőrség a színpadon tartóztatja le helyette mielőtt sikerét kiélvezhette volna. Hazatérve egy idős hölgy keresi fel őket a fia védőügyvédjével. Állítása szerint a fia ártatlan, de napokon belül végrehajtják rajta a halálos ítéletet.
9. Diagnosis: Jimmy (~A baj neve: Jimmy)
A csapat a Kaszkád-hegységben egy pénzéhes orvvadászt próbál leleplezni, aki már szinte teljesen kiirtotta a védett szürke medvéket. De Jimmy nagy igyekezetében síelés és fényképezés közben fának rohan, így kórházba kerül. Ráadásul a bizonyítékot is megsemmisítik. A kórházban felfigyel egy orvosra, aki lehet, hogy az álnéven bujkáló pszichopata sorozatgyilkos, Dr. Millikin. Csetlés-botlásuk következtében végül horogra kerül az orvvadász és az őrült orvos is.
10. Tango de los Pistoleros (~Tangó pisztolyokra)
Yves valami nagy dobásra készül Miamiban, de a fiúk alaposan elpuskázzák az akcióját. Kiderül, hogy a célpontja Leonardo Santavos, aki annak idején az argentin katonai junta Las Calaveras, azaz „Koponyák” elnevezésű halálosztagát vezette. Ekkortájt viszont már katonai titkok illegális kereskedelméből él Miamiban. És mindemellett még híres tangótáncos, nemzetközi versenyek győztese. Így a fiúk is részt vesznek az aktuális versenyen. És fény derül arra is, hogy Frohike ifjúkorában El Lobo néven maga is a táncparkett ördöge volt.
11. The Lying Game (~A hazudós-játék)
A Harcosokat egy fiatal nő kéri fel, derítsék ki, kik és miért ölték meg a bátyját. A titokban készült videofelvételből az derül ki, hogy az FBI igazgatóhelyettes, Walter Skinner volt a gyilkos. Azonban az is kiderül, hogy a halott valójában nem is halott, a húg pedig valójában öcs. Ők pedig mindeközben feldúlták az FBI titkos akcióját, amivel tőrbe akartak csalni egy orosz illegális plutóniumkereskedőt.
12. All About Yves (~Mindent Yvesről)
A csoport a japán üzletembernél bevált módszert alkalmazzák Morris Fletchernél, de őt UFO elrablásnak álcázott csellel veszik rá, hogy árulja el a Maharan projekt részleteit. Sikerül is kiszedni Fletcherből, hogy az a roswelli UFO balesetnél a birtokukba jutott repülőcsészealj fegyverzetének megértésére és lemásolására irányul.
13. The 'Cap'n Toby' Show (~A Toby kapitány műsor)
Toby kapitány gyerekműsorán amerikaiak generációi nőttek fel. Köztük a Magányos Harcosok is. Így megütközéssel értesülnek róla, hogy az öreget mint kínai kémet letartóztatják. Byersék két gyanús szívroham ügyében nyomoznak, aminek szintén köze lehet a showhoz.
A Magányos Harcosok történetének tényleges lezárása az X-akták című sorozat Cápaveszély című epizódja.

## Utalások
- Mission: Impossible utalás Frohike fejjel lefelé lengedezése a mennyezetről a teleriasztózott teremben a pilot epizódban. Más epizódokban a tökéletesen életszerű, megtévesztő maszkok.
- Komputerkémek (Sneakers, 1992) a távolból segített behatolás a védett épületbe.
- Három férfi és egy bébi (3 Men and a Baby, 1987) a Three Men and a Smoking Diaper (~Három férfi és az a bizonyos füstölő – pelus) című epizódban.
- A Like Water for Octane (~A tiszta víz ereje) című epizódban a Guthrie név talán utalás a neves zenészfamíliára.
- Majmok bolygója (Planet of the Apes, 1968) a Planet of the Frohikes (~A Frohike-k bolygója) című epizódban. A kutatóintézet neve Boulle Viselkedéskutató Laboratórium.
- A szupercsapat (The A-Team) - Maximum Byers (~Byers a maximalista)
- A Diagnosis: Jimmy című epizód egyes James Bond filmek visszatérő síelős jeleneit idézi.
- Összeesküvés-elmélet (Conspiracy Theory, 1997) - Jerry Fletcher (Mel Gibson) akár a Magányos Harcosok tiszteletbeli tagja is lehetne.

## A forgatási helyszínek
- Vancouver, Brit Columbia, Kanada
- Síelős jelenetek Whistler, Vancouvertől északra
- New York

## Werkfilm
- Defenders of Justice: The Story of the Lone Gunmen (~Az igazság védelmezői: A Magányos Harcosok története), 2005